# Merka
Merka je bio drevni Egipćanin, službenik Kaaa, zadnjeg faraona 1. dinastije; aristokrat i svećenik. Pokopan je u mastabi 3505 u Sakari. Naslovi su mu bili: "administrator pustinje", "kraljev sljedbenik" i "kapetan kraljevske barke". 

## Posao
Moguće je da je Merka bio u srodstvu s kraljevskom obitelji, jer je cijelog života bio aristokrat. Bio je svećenik Neit, božice rata, koja je u to doba bila vrlo važno božanstvo, možda važnije od Raa. Bio je i štovatelj Anubisa. 
Merkina najvažnija dužnost bila je organizacija ekspedicija u pustinju za nabavu dragulja. Također, zna se da je boravio u faraonovoj palači.
U Merkinoj grobnici je pronađena stela s nizom naslova i spomenima Kaaa, što sugerira da su Kaa i Merka bili bliski. 